# 鹧鸪花
鹧鸪花（学名：Trichilia connaroides），为楝科鹧鸪花属下的一个种。

## 扩展阅读
維基物種上的相關：鹧鸪花